# Ana Revenga
Ana Leonor Revenga Shanklin (España, 1963) es una economista española que trabajó en el Banco Mundial y forma parte del Patronato de la Fundación  Microfinanzas BBVA, además de ser presidenta del patronato de la Fundación ISEAK y también forma parte del Consejo Técnico Asesor de EsadeEcPol.

## Biografía
Tras graduarse en Economía y Matemáticas en Wellesley College, USA, y realizar su tesis doctoral en Economía por la Universidad de Harvard, fue a la Facultad de Derecho de la Universidad de Ginebra, Suiza, donde obtuvo un Certificado en Derechos Humanos.

### Trayectoria profesional
Al inicio de su carrera trabajó en el Departamento de Investigaciones del Banco de España y como profesora en el Centro de Estudios Monetarios y Financieros. Posteriormente, Contribuyó al Informe Mundial de Desarrollo 1995 (Trabajadores en un mundo integrado). También contribuyó al Informe Mundial de Desarrollo 2006 (Equidad y desarrollo). Fue codirectora del Informe Mundial de Desarrollo 2012 (Igualdad de género y desarrollo).  Ha publicado extensamente sobre temas relacionados con la pobreza, desigualdad, productividad y creación de empleo, crecimiento inclusivo y comercio exterior.
  

Hasta diciembre del 2017, fue economista jefa adjunta del Grupo Banco Mundial, y previamente directora global de la Práctica de Equidad y Pobreza del Banco Mundial. En sus 27 años de carrera en el Banco Mundial desempeñó múltiples cargos técnicos y de dirección en las regiones de Asia y el Pacífico, Europa y Asia Central, y América Latina y el Caribe. También es experta en los países de la OCDE. En 2011 dijo a la agencia EFE:
"La participación de la mujer en la política es una herramienta poderosa para promover la igualdad de género...El que una mujer sea presidenta rompe una barrera muy importante porque demuestra la capacidad de la mujer de ocupar esa posición y además influye en el tipo de políticas que se están diseñando y, algo muy fundamental, influye en las aspiraciones de las futuras generaciones ... La igualdad de género produce beneficios económicos y de crecimiento fundamentales para los países que quieren desarrollarse ... La mujer se va acercando al hombre en número de horas trabajadas fuera del hogar, pero no reduce sus horas trabajadas dentro del hogar".
En 2018, investigadora senior en Brookings Institution y profesora asociada en la Universidad de Georgetown. Miembro del Consejo Técnico Asesor de EsadeEcPol (Center for Economic Policy), consejera independiente del BBVA desde marzo de 2020, vocal del patronato de la Fundación Microfinanzas BBVA, y presidenta del patronato de ISEAK (Iniciative for social economic analysis and knowledge).

## Aficiones
Toca el piano muy bien.